# Newcomb (New York)
Newcomb è un comune (town) degli Stati Uniti d'America nella contea di Essex nello Stato di New York. La popolazione era di 436 persone al censimento del 2010.
Il comune si trova all'angolo ovest della contea. Si trova 86 miglia (138 km) in auto a sud-ovest di Plattsburgh, 77 miglia (124 km) a sud-ovest di Burlington, Vermont, 110 miglia (180 km) a nord-est di Utica, 112 miglia (180 km) a nord-ovest di Albany, e 146 miglia (235 km) a sud-ovest di Montréal, Canada. La città si trova all'interno dell'Adirondack Park e contiene il lago Harris Campground. È il più grande comune dell'area della contea di Essex.

## Geografia fisica
Secondo lo United States Census Bureau, ha un'area totale di 233,2 miglia quadrate (603,9 km²).

## Storia
La città si trova in una zona storicamente rivendicata dalle tribù degli Irochesi e degli Algonchini. La città fu colonizzata circa nel 1816. La maggior parte dell'economia iniziale era basata sul legname, più tardi furono costruiti depositi di minerale in seguito alla scoperta del ferro. La città di Newcomb venne fondata nel 1828 per distacco dai comuni di Minerva e Moriah. Esso comprende l'hamlet di Newcomb, ma non contiene un villaggio incorporato.
Entro la fine del XIX secolo, la città divenne famosa come paradiso degli sportivi. Lo stesso Theodore Roosevelt venne informato della morte imminente del presidente William McKinley, avvenuta nel settembre 1901, mentre era caccia e a fare escursioni in città.

## Società

### Evoluzione demografica
Secondo il censimento del 2000, c'erano 481 persone.

### Etnie e minoranze straniere
Secondo il censimento del 2000, la composizione etnica della città era formata dal 95,22% di bianchi, lo 0,62% di nativi americani, lo 0,62% di altre razze, e il 3,53% di due o più etnie. Ispanici o latinos di qualunque razza erano lo 0,42% della popolazione.